# Michel Thérais
Pour les articles homonymes, voir Michel.
Michel est le héros et le nom d'une série de trente-neuf romans d'aventure pour la jeunesse écrite par Georges Bayard de 1958 à 1985, et parue chez Hachette dans la collection Bibliothèque verte. 
La série n'était plus éditée depuis 1996, mais en mars 2015 Hachette a publié deux titres dans la collection Bibliothèque rose (dans la catégorie : « Les Classiques de la rose »).

## Thème de la série
Michel Thérais est un adolescent de quinze ans qui vit en Picardie avec son père Lucien, un savant chimiste, sa mère Claire et ses frère et sœur, Yves et Marie-France, des jumeaux âgés de onze ans dont les facéties compliquent les enquêtes de leur grand frère. Car Michel joue les détectives amateurs. Avec son cousin Daniel Derieux et ses amis Arthur Mitouret et Martine Deville, il est en effet souvent confronté, bien malgré lui, à toutes sortes de mystères.

## Les illustrateurs
Philippe Daure est l'illustrateur exclusif de la série pour tous les titres et dans toutes les collections excepté pour le premier titre de la série, Michel et la falaise mystérieuse publié en 1958, qui a été illustré par Philippe Ledoux (couvertures de 1958, 1965, 1985, 1989 et 1992) et dont le style ressemble beaucoup à celui de Philippe Daure.
Toutes les couvertures de la série Michel illustrées par Philippe Daure sont visibles sur son site officiel.
Pour les rééditions parues dans la Bibliothèque rose à partir de 2005, l'illustrateur est Gwenolé Le Dors.  

## Adaptation à la télévision
- Les Compagnons de l'aventure : Michel, série française de 1990